# قرجه‌قیه پناهی
قرجه‌قیه پناهی یکی از روستاهای استان آذربایجان شرقی است که در دهستان کوهسار بخش مرکزی شهرستان هشترود واقع شده‌است.